# Comportement du chien

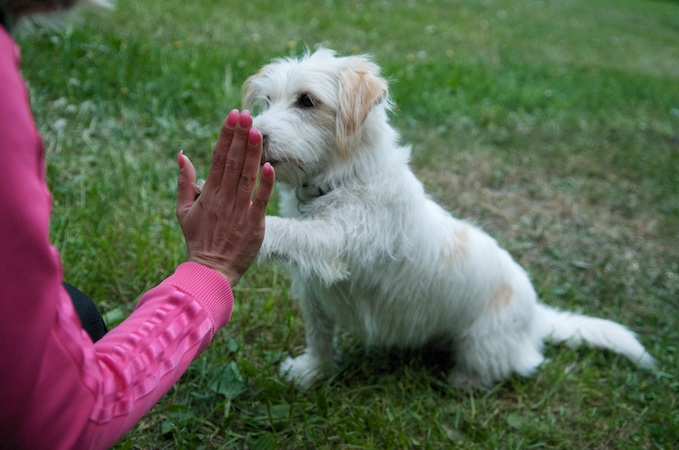
Le comportement du chien a été façonné par des millénaires de contact avec les humains

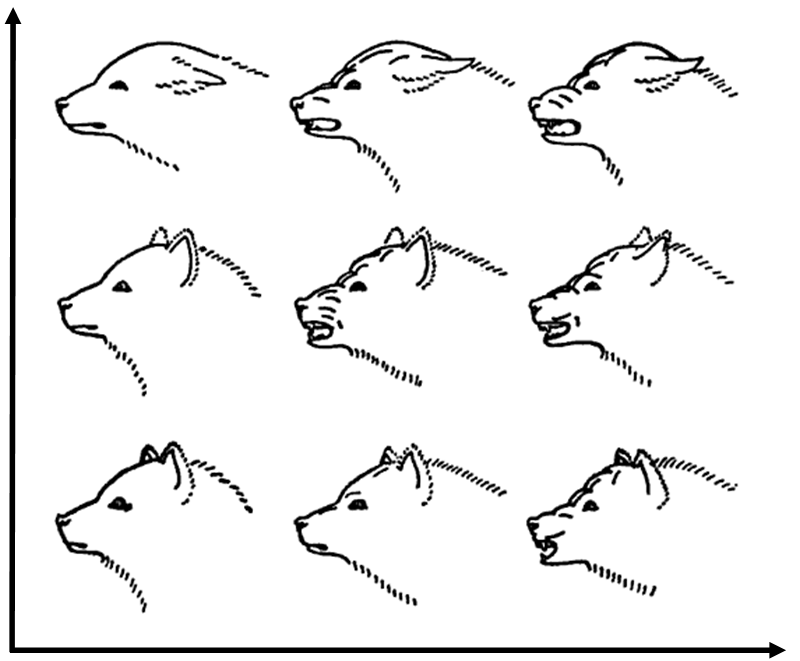
Dessin de Konrad Lorenz montrant les diverses expressions faciales d'un chien, un comportement de communication

Le comportement du chien représente l'ensemble des actions (ou inactions) effectuées par le chien domestique (individuellement ou en groupe) en réponse à des stimuli intérieurs et/ou extérieurs. En tant que plus ancienne espèce animale domestiquée par l'homme (les estimations de sa date d'apparition varient de -9 000 à -30 000 ans av. J.-C.), le comportement des chiens a inévitablement été façonné par des millénaires de contact avec les humains. Le résultat de cette évolution physique et sociale est que les chiens ont acquis, plus que tout autre espèce animale, la capacité de comprendre et de communiquer avec l'homme, et d'harmoniser leur comportement avec le nôtre de manière unique. Les biologistes comportementalistes ont découvert une surprenante quantité de capacités cognitives et sociales chez le chien domestique. Capacités qu'on ne retrouve ni chez les autres espèces de canidés les plus proches du chien ni chez les grands singes (chimpanzé, gorille, orang-outan). Ces compétences propres au chien s'apparenteraient plutôt aux capacités cognitives et sociales de l'enfant humain.

## Évolution - Domestication - Coévolution avec l'homme
Les origines du chien domestique (Canis lupus familiaris) sont encore disputées. Les séquençages complets des génomes indiqueraient que le chien, le loup gris et le loup de Taïmyr (désormais éteint) ont divergé en même temps il y a entre 27 000 et 40 000 ans. La manière dont les chiens ont été domestiqués n'est pas connue avec certitude, les deux hypothèses principales étant l'auto-domestication et la domestication humaine. Il existe des signes d'une véritable coévolution homme-chien.

## Intelligence
L'intelligence du chien est définie comme sa faculté à recevoir des informations et à les retenir en vue de les utiliser pour résoudre des problèmes futurs. On a pu montrer que les chiens étaient capables d'apprentissage par inférence. Une étude avec un border collie nommé Rico a montré qu'il connaissait les noms de plus de 200 différents objets. Il déduisait le nom de nouveaux objets par une méthode d'exclusion et était capable de s'en souvenir encore quatre semaines après. Les chiens ont une très bonne mémoire. Ils sont dotés de la capacité de lire et de réagir de manière appropriée aux signes corporels humains tels que faire des gestes ou montrer du doigt. Ils sont aussi mais bien moins distinctement capable de comprendre les ordres vocaux. Entraînés à résoudre un problème de manipulation simple, les chiens se tournent vers les humains lorsqu'ils sont confrontés à une version insoluble du même problème, alors que les loups apprivoisés ne le font pas. En se livrant à la duperie, les chiens font également montre de théorie de l'esprit[réf. souhaitée].

## Sens

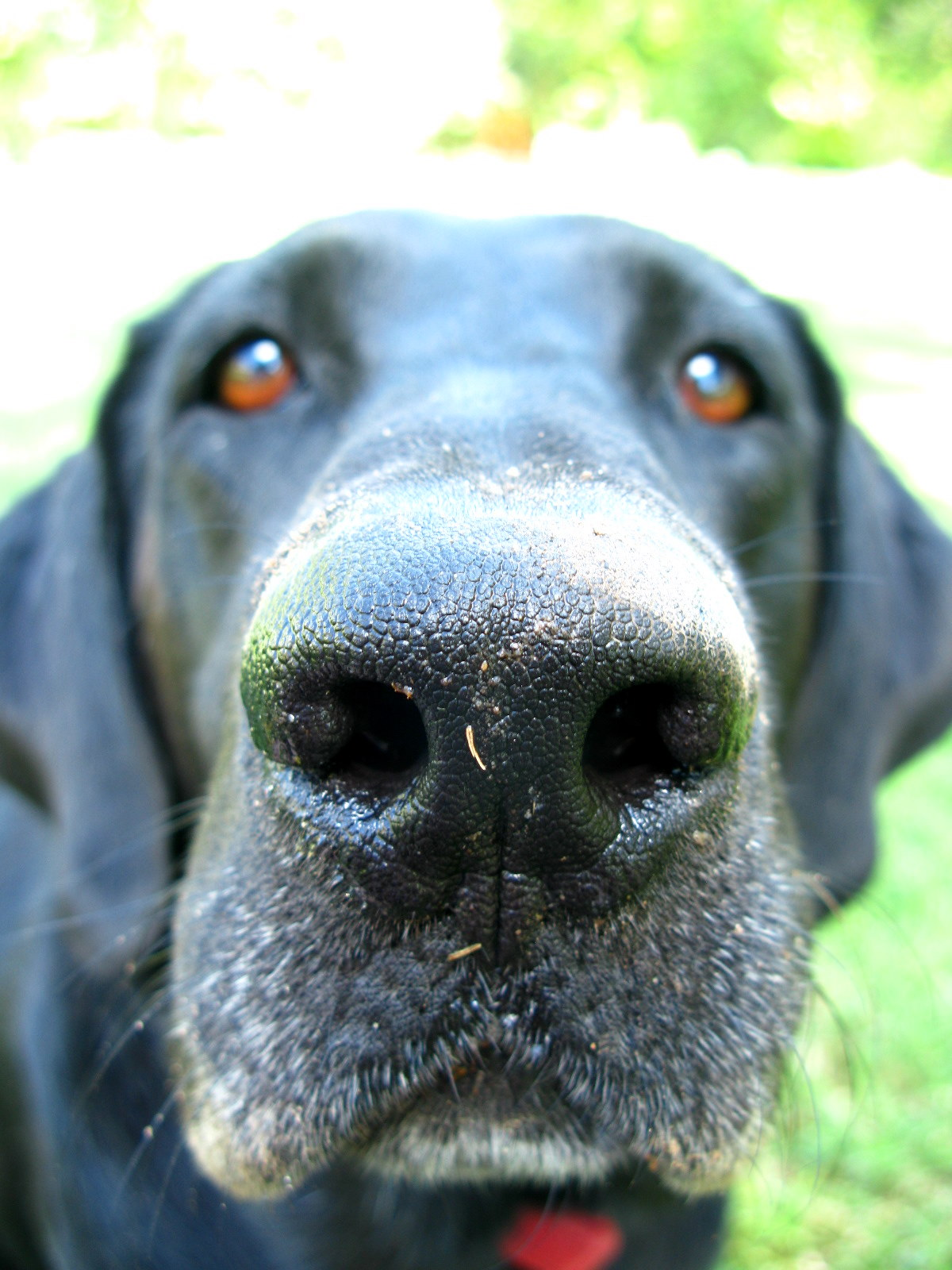
Le chien peut sentir 100 millions de fois mieux que l'humain, son sens olfactif est 40 fois plus développé que celui de l'homme,

Les sens du chien incluent l'odorat, la vision, l’ouïe, le goût et le toucher.

### Odorat
L'extérieur humide et spongieux de la truffe du chien lui permet de capter toutes les odeurs apportées par la brise. La capacité de sentir avec chaque narine séparément (sentir en stéréo), lui permet de déterminer de quelle direction vient l'odeur pour que dès les premiers instants où il les renifle il commence à percevoir les choses qui s'y trouvent et où elles sont,.
Quand l'air entre dans le nez, un petit pli de tissus le divise en deux zones séparées, une pour respirer et l'autre uniquement pour sentir. Ce deuxième flux d'air pénètre dans une région ayant entre 125 et 200 millions allant jusqu'à 300 millions   de cellules réceptrices olfactives hautement spécialisées (dont le détenteur est le chien de Saint-Hubert ou bloodhound) comparé a 5 millions pour l'homme ayant son cerveau dominé par un grand cortex visuel tandis-que celui du chien est dominé par son cortex olfactif. Son bulbe olfactif est environ quarante fois plus gros que celui de l'homme (relativement à la taille de leurs cerveaux respectifs).
Les chiens exhalent par des fentes sur le côté de leurs nez, ce qui crée des tourbillons d'air qui contribuent à attirer de nouvelles molécules odorantes et à permettre que les odeurs se concentrent progressivement après avoir reniflé plusieurs fois contrairement à l'humain qui inspire et expire par le même passage. 
Mais cette structure impressionnante ne servirait pas à grand-chose sans l'organe voméronasal se situant au dessus de la voûte du palais contournant le thalamus pour se connecter directement aux structures du cerveau qui impliquent émotion et instinct. il permet de détecter les hormones que tous les animaux (dont l'humain) libèrent naturellement.
Tout cela permet au chien de distinguer et de se souvenir d'une variété d'odeurs spécifiques dans des concentrations jusqu'à 100 millions de fois inférieures à ce que le nez humain peut détecter.
Voir également la section Odeurs et socialité.

### Vision

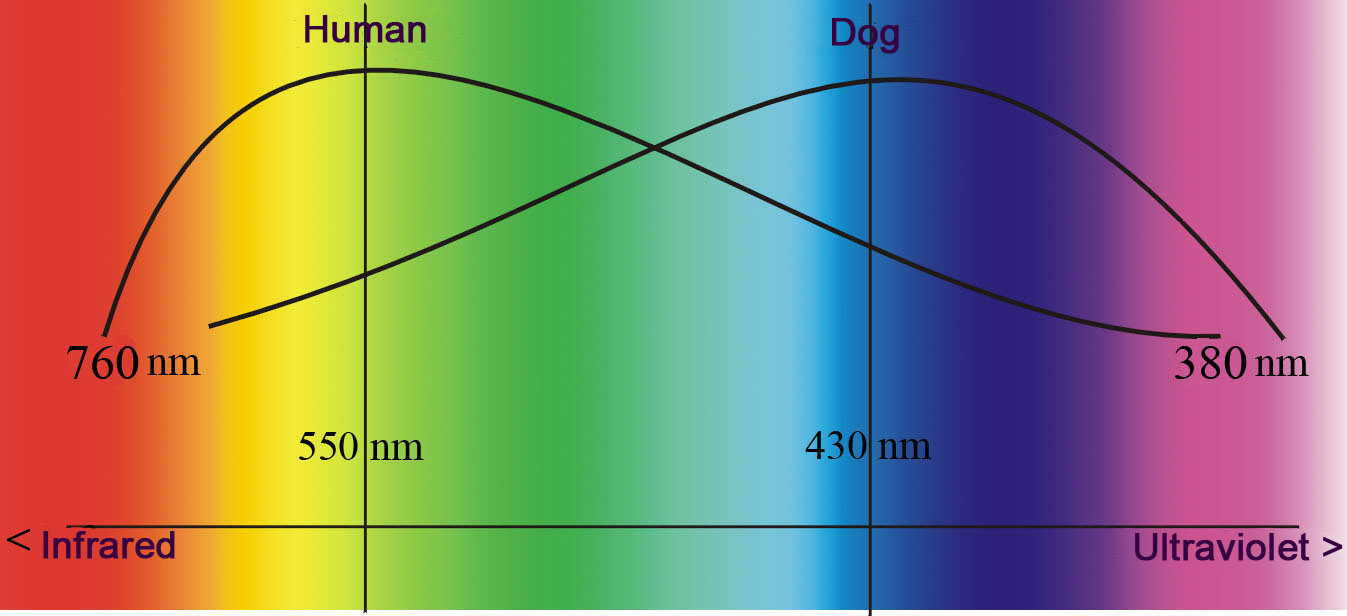
Comparaison de la perception des couleurs chez l'homme et chez le chien.

Comme la plupart des mammifères, les chiens ont seulement deux types de cônes photorécepteurs, ce qui fait d'eux des dichromates (ils ne voient que deux couleurs),,,. Leurs cônes photorécepteurs ont un maximum de sensibilité entre 429 nm et 555 nm. Des études comportementales ont pu mettre en évidence que le monde colorimétrique des chiens est composé de jaunes, de bleus et de gris, et qu'ils ont des difficultés à différencier le rouge du vert, comme les daltoniens deutéranopes humains. Quand un humain perçoit un objet comme rouge, cet objet apparait jaune au chien, et la perception humaine du vert correspond au blanc chez le chien. La « région blanche » (le point neutre) de la vision canine se situe aux alentours de 480 nm, une partie du spectre lumineux qui apparaitrait bleue-verte à un œil humain. Pour le chien, toute couleur correspondant à une longueur d'onde supérieure au point neutre ne peut pas être distinguée d'une autre et apparaît comme jaune.
Le système oculaire du chien s'est adapté au cours de son évolution pour maximiser l'efficacité de la chasse. Alors que son acuité visuelle est faible (celle d'un caniche a été estimée à 20/75 sur le tableau de Snellen), sa discrimination des objets en mouvement est excellente. On a pu montrer que les chiens étaient capables de différencier des humains (par exemple en identifiant leur maître) jusqu'à des distances de 800 à 900 mètres. Toutefois cette distance diminue à 500-600 mètres si les sujets restent immobiles.

### Ouïe

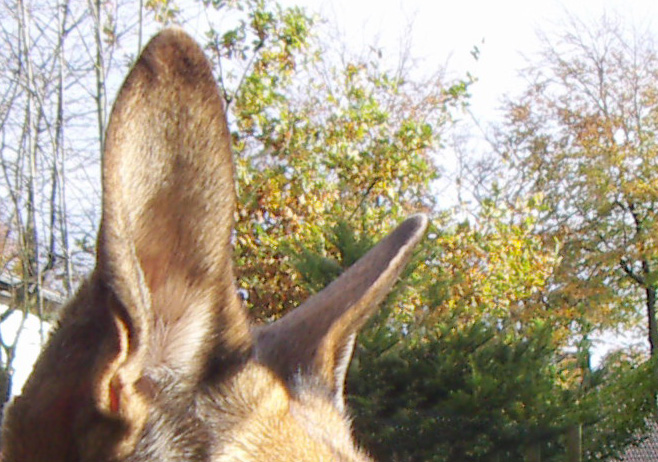
Plus de dix-huit muscles permettent au chien d'orienter ses oreilles avec une grande précision.

Les fréquences audibles par le chien se situent dans une gamme comprise entre 40 et 60 000 Hz, dépassant nettement les limites supérieures de l'oreille humaine (20 à 20 000 Hz),,. De plus, certains chiens ont les oreilles mobiles, ce qui leur permet, à la manière des chats, de les orienter rapidement vers la source précise d'un son. Plus de dix-huit muscles permettent à un chien de faire pivoter, d'incliner, de lever ou baisser ses oreilles. Les oreilles sont également utilisées dans l'expression faciale et la communication des émotions. Un chien peut localiser la source d'un son bien plus rapidement qu'un humain et le percevoir jusqu'à une distance quatre fois plus grande.
Les chiens aux oreilles tombantes ont de ce fait des capacités auditives réduites par rapport à leurs congénères à oreilles droites. Historiquement, les éleveurs ont sans doute utilisé le caractère « oreilles tombantes », pourtant semi-handicapant, pour obliger les individus qui en étaient dotés à mieux utiliser leur odorat[réf. souhaitée]. Aujourd'hui tous les chiens utilisés pour leur flair, comme les limiers, portent des oreilles tombantes.

## Comportement de communication
Le comportement de communication regroupe les sujets suivants : comment les chiens se parlent entre eux, comment ils comprennent les messages que les humains leur envoient, et comment les humains peuvent traduire les idées que les chiens essaient de leur transmettre. Le chien peut communiquer à l'aide du regard, des expressions faciales, de la vocalisation, des expressions corporelles (incluant les mouvements du corps et des membres) et par le sens gustatif (odeurs, phéromones, goût). Ces différents comportements sont captés, enregistrés et analysés par les autres chiens, tandis que les humains communiquent plutôt avec les chiens en utilisant vocalisation, signes de la main, posture corporelle et divers objets émettant des sons.
Un exemple classique d'expression corporelle est le mouvement de la queue. Si le battement de la queue est souvent interprété comme un geste de contentement, la réalité est plus complexe. Comme l'explique une étude parue dans Current Biology,, l'émotion communiquée par le chien diffère selon le côté de bascule de la queue. Si elle a tendance à basculer vers la droite, l'émotion transmise sera plutôt négative (crainte, agressivité, douleur), car l'hémisphère gauche du cerveau contrôle les émotions à tendance négative, et que, comme pour les yeux, les nerfs sont croisés. Inversement, si le chien fait bouger sa queue plutôt vers la gauche, il transmet une émotion positive comme la joie ou l'envie de jouer. S'il semble impossible pour l'Homme de faire attention à de tels détails, l'étude montre bien que les chiens eux comprennent ce langage. Dans la même étude, il a toutefois été relevé que ce comportement n'était certainement pas volontaire, ce serait donc en total inconscience que les chiens utilisent ce langage corporel.

## Comportement social

### Jeu

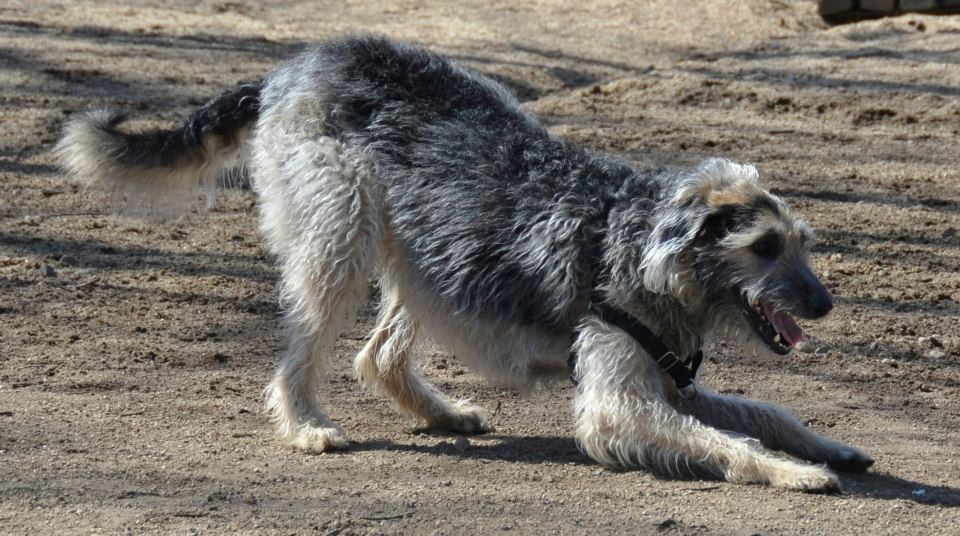
Posture caractéristique de l'invitation au jeu chez le chien, dos incliné et coudes au sol.

Les jeux entre mammifères sont en réalité des entrainements au combat et à la dominance à l'âge adulte.

#### De chien à chien
Le jeu entre chiens comprend plusieurs comportements que l'on rencontre également dans les combats réels, comme les grondements et les morsures. C'est pourquoi il est très important pour les chiens de placer ces comportements dans le contexte du jeu, et non de celui de l'agression. Les chiens signalent leur volonté de jouer à l'aide de plusieurs comportements et postures invitant les autres à pourchasser l'initiateur [les pattes avant couchées sur le sol, l'arrière train est relevé]. Des signaux similaires sont envoyés régulièrement durant le jeu pour maintenir le contexte de ces activités potentiellement agressives.
Depuis leur plus jeune âge, les chiens jouent les uns avec les autres. Le jeu entre chiens est principalement constitué de simulacres de combats. On pense que ce comportement, courant chez les chiots, constitue un entraînement important pour leur vie future. Le jeu entre chiots n'est pas forcément symétrique entre les individus pour ce qui concerne la distribution des rôles de domination et de soumission. Les chiens ayants les plus fortes fréquences de comportement dominant à l'âge adulte (comme le fait de pourchasser les autres ou de les forcer à se coucher au sol) sont également ceux qui avaient les plus grandes fréquences de jeu lorsqu'ils étaient chiots. Cela pourrait signifier que la victoire durant le jeu devient plus importante à la maturité.
Il est courant d'entendre dire que les jeux entre chiens leur permettent d'établir une hiérarchie dominant/dominé. Or, cette théorie a été largement réfutée ces dernières années.[réf. nécessaire]

#### De chien à humain
La motivation qu'a un chien pour jouer avec un humain est différente de celle qu'il a pour jouer avec un autre chien. Les chiens qui sont promenés ensemble, ayant des opportunités pour jouer les uns avec les autres, jouent avec leurs maîtres à la même fréquence que les chiens promenés seuls. Les chiens habitant une cellule familiale comportant deux chiens ou plus jouent plus souvent avec leurs maîtres que les chiens vivants seuls, ce qui semblerait indiquer que la motivation du jeu entre chiens ne se substitue pas à la motivation du jeu avec les humains.

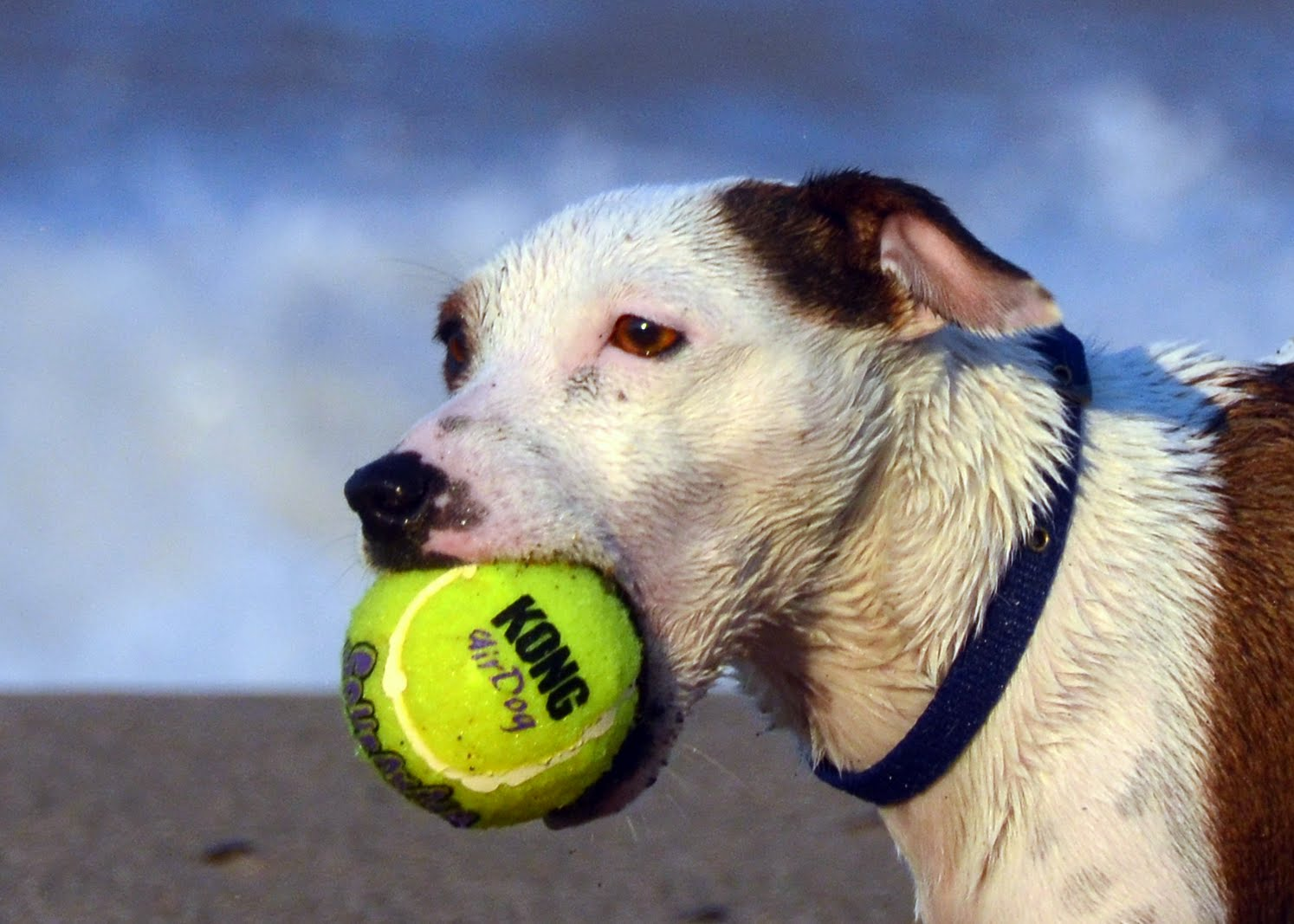
Les chiens qui jouent souvent à rapporte ! sont en général plus confiants.

La manière dont les chiens jouent indique plutôt leur tempérament et le type de relations qu'ils entretiennent avec leurs maîtres. Les chiens jouant au « chahut » sont en général plus souples et font preuve d'une moindre anxiété à la séparation que les chiens jouant à d'autres types de jeux, et les chiens jouant au « tir à la corde » et à « rapporte ! » sont en général plus confiants. Les chiens étant les initiateurs majoritaires des jeux sont en général les chiens les plus confiants et les plus susceptibles de se montrer "agressifs"
Jouer avec les humains influence les niveaux de cortisol chez le chien. Dans une étude, on a mesuré les taux de cortisol de chiens policiers et de chiens douaniers après qu'ils ont joué avec leur maître. La concentration de cortisol a augmenté chez les chiens policiers, alors qu'elle a diminué chez les chiens douaniers. Les chercheurs avaient noté que pendant les sessions de jeu, les officiers de police disciplinaient et punissaient leurs chiens, alors que les gardes-frontières jouaient réellement avec eux, ayant des contacts physiques et des comportements d'affection. Les chercheurs ajoutent que plusieurs études ont pu montrer que les comportements associés à la maîtrise, à l'autorité et à l'agression augmentent les taux de cortisol chez le chien, alors que les comportements associés au jeu et à l'affection les diminuent.

### Empathie
En 2012, une étude a montré que les chiens se tournaient plus souvent vers leur maître (ou vers un étranger) lorsque la personne faisait semblant de pleurer, plutôt que lorsque la personne parlait. Quand un étranger faisait semblant de pleurer, les chiens, plutôt que de se diriger vers leur zone de confort naturelle, leur maître, s'approchaient de l'étranger, le sentaient, le touchaient de la truffe et le léchaient. Ce modèle de comportement avec son organe voméronasal lui permetant de sentir les hormones est cohérent avec l'expression d'un sentiment d'empathie.
Une autre étude a pu mettre en évidence qu'un tiers des chiens souffraient d'anxiété quand ils étaient séparés des autres.

### Personnalité
Le terme « personnalité » est généralement utilisé dans le cadre de recherches sur l'humain, tandis que le terme « tempérament » est plutôt utilisé dans le cadre de recherches sur les autres animaux. Toutefois, ces deux termes ont été utilisés de manière interchangeable dans la littérature consacrée, ou bien seulement dans le but de différencier formellement hommes et les autres espèces animales afin d'éviter tout anthropomorphisme.
La personnalité peut être définie par « un ensemble de comportements qui demeurent constants au cours du temps et suivant les différents contextes ». La personnalité humaine est souvent étudiée via des modèles qui la découpent en grands traits de caractères comportant de larges dimensions de personnalités. Par exemple, le modèle le plus couramment utilisé est celui des Big Five, c'est également le modèle le plus largement étudié. Il se compose de cinq dimensions : ouverture, conscienciosité, extraversion, agréabilité et neuroticisme. Les études portant sur les personnalités canines ont également essayé d'identifier de larges traits de personnalité restants stables au cours du temps,. On a pu récemment montrer que les personnalités canines demeurent relativement constantes au cours du temps,.
Il existe différentes méthodes permettant d'évaluer la personnalité d'un chien :
- Évaluation individuelle : un soigneur ou un expert canin familier du chien à évaluer remplit un questionnaire concernant la fréquence avec laquelle le chien adopte un certain type de comportement[30]. Exemple (anglais) : the Canine Behavioural Assessment and Research Questionnaire.
- Batterie de tests : le chien est soumis à une série de tests et ses réactions sont évaluées sur une échelle comportementale. Par exemple, on présente au chien un familier puis un inconnu, dans le but de mesurer sa sociabilité et son agressivité[31].
- Test observationnel : le comportement du chien est évalué dans un environnement sélectionné, mais pas contrôlé. Un observateur étudie les réactions du chien au stimuli se produisant naturellement. Par exemple, une promenade au supermarché permet d'observer le chien dans des types de conditions variées (foule, bruit, etc.)[32].

Plusieurs traits de personnalité ont été potentiellement identifiés chez les chiens, comme « espièglerie », « curiosité et intrépidité », « prédisposition à la chasse », « sociabilité/agressivité » et « timidité/hardiesse »,. Une méta-analyse regroupant 51 études publiées dans des revues à comité de lecture a identifié sept dimensions dans la personnalité canine :
1. Réactivité (approche ou évitement d'objets inconnus, activité accrue dans les situations nouvelles)
2. Crainte (tremblements, évitement de situations nouvelles)
3. Activité
4. Sociabilité (initiateur d'interactions amicales avec des humains et avec d'autres chiens)
5. Disposition à l'entraînement (travail avec des humains, apprentissage rapide)
6. Soumission
7. Agression

Le test de Campbell a été réfuté par son propre créateur entre autres.
La race du chien joue un rôle important dans les dimensions de personnalités canines,, alors que les effets de l'âge et du sexe n'ont pas pu être clairement déterminés. Ces modèles de personnalités canines peuvent être utilisés pour différents besoins, comme par exemple trouver des familles appropriées pour accueillir des chiens abandonnés, ou encore aider à la sélection d'individus reproducteurs,,.

### Odeurs et socialité

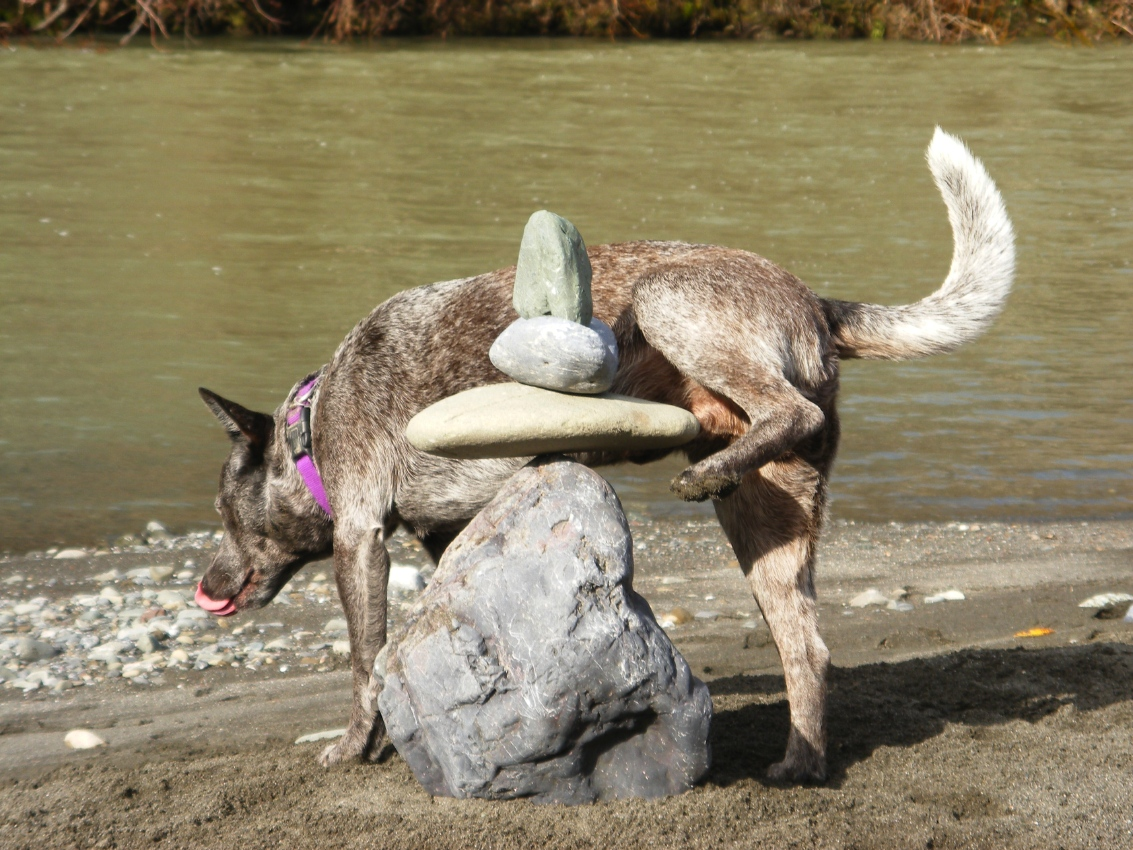
Pour une meilleure diffusion des phéromones dans l'air, les chiens mâles urinent en hauteur sur des surfaces verticales

Le sens olfactif du chien est 40 fois plus développé que celui de l'homme. Au début de leur vie, les chiots disposent uniquement du sens de l'odorat et de celui du toucher:247. Les odeurs spécifiques que les chiens utilisent pour communiquer s'appellent les phéromones. Différentes hormones sont sécrétées lorsque le chien est fâché, craintif ou confiant, et certaines signatures chimiques permettent d'identifier le sexe et l'âge de l'individu, et, s'il s'agit d'une femelle, d'identifier si elle est dans son cycle œstral (« en chaleur »), si elle est enceinte, ou si elle vient de mettre bas. Une grande partie de ces phéromones chimiques se retrouvent dissoutes dans l'urine du chien. Lorsqu'un chien renifle l'endroit où un autre a uriné, il se procure ainsi un grand nombre d'informations sur cet individu:250. Les chiens mâles préfèrent « marquer » les surfaces verticales, et le plus haut possible car plus la marque est haute et plus l'odeur portera loin dans l'air:251.
Les chiens (et les loups) n'utilisent pas seulement leur urine mais également leurs fèces pour marquer leur territoire. Les glandes anales des canidés produisent une signature particulière à chaque dépôt fécal qui identifie son auteur ainsi que l'endroit du dépôt. Les chiens sont très attentifs à ces marquages de territoire, et s'engagent dans ce qui pourrait sembler à un humain un rituel complexe et inutile avant de déféquer. La plupart des chiens commencent par une intense période de reniflage, peut-être pour déterminer la frontière exacte séparant leur territoire de celui d'un autre chien. Parfois l'endroit est choisi pour sa hauteur relative, comme sur une grosse pierre ou une branche tombée au sol, ce qui facilite la dispersion des odeurs. Gratter le sol après avoir déféqué est un signe visuel pointant vers la marque laissée. L'état de fraicheur de l'odeur donne au visiteur une idée du statut courant du territoire correspondant, par la fréquence des marques et le moment approximatif de la dernière marque. Les territoires disputés, ou utilisés par différents animaux à des moments différents, font l'objet de véritables « batailles » de marquage, où chaque marque laissée est rapidement masquée par celle d'un autre concurrent:252.

### Chiens sauvages
Les chiens sauvages sont des chiens vivant à l'état sauvage, c'est-à-dire sans nourriture ni abri intentionnellement apportés par des humains, et montrant une disposition forte et continue à éviter tout contact direct avec notre espèce. Dans les pays en développement, les chiens de compagnie sont rares, alors que les chiens de communauté, les chiens de village, et les chiens sauvages sont nombreux. La distinction entre chien sauvage, chien errant et chien fugueur ou abandonné n'est parfois qu'une question de degré, et un individu peut évoluer d'un statut à l'autre au cours de sa vie. Dans certains cas, rares mais déjà observés, des chiens qui n'étaient pas nés sauvages mais vivaient avec un groupe de chiens sauvages ont pu être réhabilités à la vie domestique avec un maître. Un chien peut devenir errant s'il échappe au contrôle des humains, suite par exemple à un abandon, ou bien s'il est né d'une mère elle-même errante. Un chien errant peut devenir sauvage s'il est forcé à fuir l'environnement des humains, ou bien s'il est socialement accepté par un groupe de chiens sauvages. La féralisation (le processus inverse de la domestication) est le plus souvent la conséquence d'une réponse de peur à l'égard des humains.
Les groupes de chiens errant ne sont pas durables reproductivement parlant, car ils subissent un énorme taux de mortalité juvénile. Ils dépendent indirectement des humains pour leur nourriture, leur territoire et la fourniture de nouveaux individus intégrables au groupe.